# Gandevi
Gandevi är en ort i Indien.   Den ligger i distriktet Navsari och delstaten Gujarat, i den västra delen av landet, 1 000 km söder om huvudstaden New Delhi. Gandevi ligger 19 meter över havet och antalet invånare är 16 240.
Terrängen runt Gandevi är mycket platt. Runt Gandevi är det tätbefolkat, med 570 invånare per kvadratkilometer. Närmaste större samhälle är Bilimora, 6,1 km sydväst om Gandevi. Trakten runt Gandevi består till största delen av jordbruksmark.